# Adam Friedrich Oeser
Adam Friedrich Oeser, né le 17 février 1717 à Pressbourg (royaume de Hongrie) et mort le 18 mars 1799 à Leipzig, est un peintre, graveur, sculpteur et illustrateur de livres allemand, principalement actif à Dresde et à Leipzig.
Après une riche formation à Pressbourg, Vienne et Dresde, au terme de laquelle il obtient le premier prix de l'Académie des Beaux-Arts de Vienne pour Le Sacrifice d'Isaak, Oeser commence sa carrière à Dresde.
Il y peint principalement des miniatures et des œuvres décoratives. Il forme Johann Joachim Winckelmann au dessin, puis quitte la ville pendant la Guerre de Sept Ans pour s'installer à Leipzig.
Oeser fait l'essentiel de sa carrière dans cette ville, où il devient peintre de cour de l'électeur de Saxe et le premier directeur de la nouvelle académie de dessin de Leipzig. Il occupe cette fonction pendant une période de 35 ans jusqu'à sa mort, pendant laquelle il tente de remplacer le maniérisme par une nouvelle forme de classicisme. Il compte de nombreux étudiants, parmi lesquels Heinrich Friedrich Füger, Johann Christian Reinhart et le célèbre auteur Johann Wolfgang Goethe, de qui il reste proche.
L'œuvre d'Adam Friedrich Oeser comprend de nombreuses peintures décoratives et des tableaux, il a conçu plusieurs sculptures et modèles pour gravure et a gravé lui-même à l'eau-forte.

## Biographie

### Jeunesse et formation
Adam Friedrich Oeser naît à Pressbourg le 17 février 1717, dans une famille d'artisans.
Après un apprentissage de deux ans à Pressbourg auprès du peintre « médiocre » E. F Kamauf (1696-1749), Oeser s'installe à Vienne en 1730, où il est en apprentissage chez Jacob van Schuppen (1660-1751) jusqu'en 1739. Il peint deux panneaux pour la devanture de la boutique d'un marchand de Pressbourg. À Vienne, il semble avoir été l'élève de Daniel Gran (1694-1757), Martin van Meytens (1695-1770), qui lui enseigne la peinture sur émail, et Ferdinando Galli da Bibiena (1657-1743), de qui il apprend la perspective. De 1733 à 1735, il étudie également à Pressbourg auprès du sculpteur et médailleur Georg Raphael Donner (1693-1741), de qui il adopte le « langage formel fermé et calme de la sculpture »,,. En 1735, il obtient le premier prix de l'Académie des Beaux-Arts de Vienne pour Le Sacrifice d'Isaak, qu'il exécute plus tard à l'huile et qu'il dont il répète la composition dans de nombreuses variations par la suite.
En 1739, il quitte Vienne et rejoint le deuxième centre de la culture baroque, Dresde, où il achève sa formation et travaille comme peintre jusqu'en 1756,. Il rencontre notamment l'historien Heinrich von Bünau (1697-1762).
Le 5 novembre 1745, Oeser épouse Rosine Elisabeth Hohburg. Sur leurs huit enfants, seuls quatre ont survécu jusqu’à l’âge adulte. Il s'agit de Friederike Elisabeth (1748-1829), qui deviendra une amie d'enfance de Goethe, de Johann Friedrich Ludwig (1751-1791), devenu peintre, de Wilhelmine (de) (1755-1813), plus tard mariée à Christian Gottlieb Geyser, et de Karl (1756-avant 1791), professeur d'escrime et de dessin à l'Académie des Chevaliers de Saint-Pétersbourg,.

### Carrière

#### À Dresde
En 1749, Adam Friedrich Oeser est employé au château d'Hubertsbourg, le roi souhaitant remplacer des armatures et des trophées à la place de la Diane et des Nymphes qu'il a peintes, mais lui commandant deux autres tableaux pour son séjour : Sémiramis et Didon et Saül devant la sorcière à Endor.
À Dresde, Adam Friedrich Oeser peint principalement des miniatures et des œuvres décoratives (peu conservées), se rapprochant artistiquement de Louis de Silvestre, Anton Raphael Mengs (1728-1779) et Christian Wilhelm Ernst Dietrich (1712-1774),. Appelé en Russie pour faire le portrait de l'impératrice russe, il décline finalement, celle-ci étant morte entre-temps ; Oeser peint pour l'envoyé russe, le comte Bestucheff, une Vénus couchée.
En 1754, Johann Joachim Winckelmann quitte le château de Nöthnitz, près de Dresde, pour s'installer chez Oeser, dans la Königstrasse, pour apprendre le dessin auprès de lui. Oeser dessine les vignettes pour le Gedanken über die Nachahmung der griech. Werke in der Malerei und Bildhauerkunst de Winckelmann (Dresde, 1755).
Quand la Guerre de Sept Ans éclate en 1756, Oeser s'installe au château de Bünau à Dahlen. Il le décore de peintures murales et de plafonds, puis le quitte en 1759 pour s'établir à Leipzig, où il vit jusqu'à sa mort.

#### À Leipzig

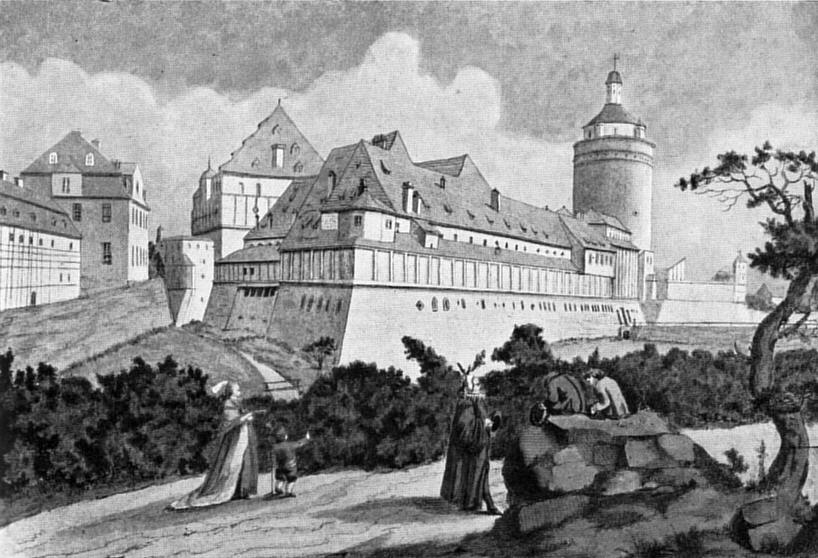
Pleissembourg à Leipzig. Gravure en couleurs de S. Blattner. L'académie des beaux-arts, nouvellement fondée en 1764, était située dans ses locaux, où Goethe prenait des cours de dessin sous la direction d'Oeser.

Adam Friedrich Oeser s'établit de façon permanente à Leipzig à partir de l'automne 1759. Le 6 février 1764, il devient le premier directeur de la nouvelle académie de dessin de Leipzig, installée depuis 1765 dans la forteresse de Pleissembourg. Démoli en 1897, le site sur lequel il se trouvait est occupé par le nouvel hôtel de ville de Leipzig.Quelques jours plus tard, le 13 février 1764, il est nommé peintre de cour de l'électeur de Saxe et devient la même année membre honoraire de la Société économique de Leipzig (de). Il occupe cette fonction de directeur de l'académie pendant une période de 35 ans jusqu'à sa mort, pendant laquelle il tente de remplacer le maniérisme par une nouvelle forme de classicisme. Il enseigne également à l'académie de Dresde et a notamment pour étudiants Heinrich Friedrich Füger, Christoph Nathe (de) et Johann Christian Reinhart,.
À la fin de son mandat, Oeser laisse derrière lui une académie d'art reconnue, qui a continué à se développer de manière constante jusqu'à nos jours sous le nom de Hochschule für Grafik und Buchkunst Leipzig (HGB, Université d'art graphique et d'art du livre). La période de développement de l'académie après la fondation de l'Empire allemand en 1871 sous la direction de Ludwig Nieper a été particulièrement frappante. C'est à cette époque que l'Académie a construit son propre bâtiment au 11 de la Wächterstraße, qui sert aujourd'hui de siège à la HGB. En 1875, Nieper devient également le fondateur et directeur de la Städtische Gewerbeschule Leipzig (de) (École municipale des arts et métiers de Leipzig), dont le nouveau bâtiment scolaire a été construit sous sa direction juste à côté, au 13 Waechterstrasse, et est aujourd'hui utilisé par la Hochschule für Technik, Wirtschaft und Kultur Leipzig (de) (Université de technologie, d'économie et de culture).

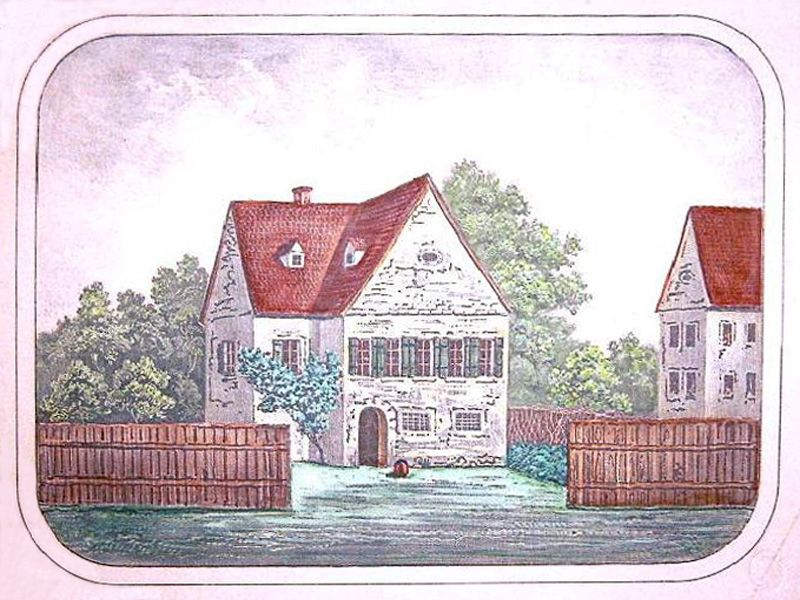
La maison d'été d'Oeser à Dölitz.

De 1765 à 1768, Oeser compte parmi ses étudiants Johann Wolfgang Goethe, pour qui la relation amicale avec le professeur et sa famille se révèle être déterminante. Durant les étés 1760 à 1770, Oeser séjourne dans une maison de campagne louée à Dölitz, au sud de Leipzig, où Goethe lui rend également visite. En 1765, Goethe se lie d'amitié avec la fille d'Oeser, Friederike Elisabeth (1748-1829), une amitié qui se poursuivit un certain temps après ses années à Leipzig, par le biais d'une correspondance. Oeser reste lui-même en contact avec Goethe jusqu'à son départ pour Strasbourg en maintenant une correspondance épistolaire.

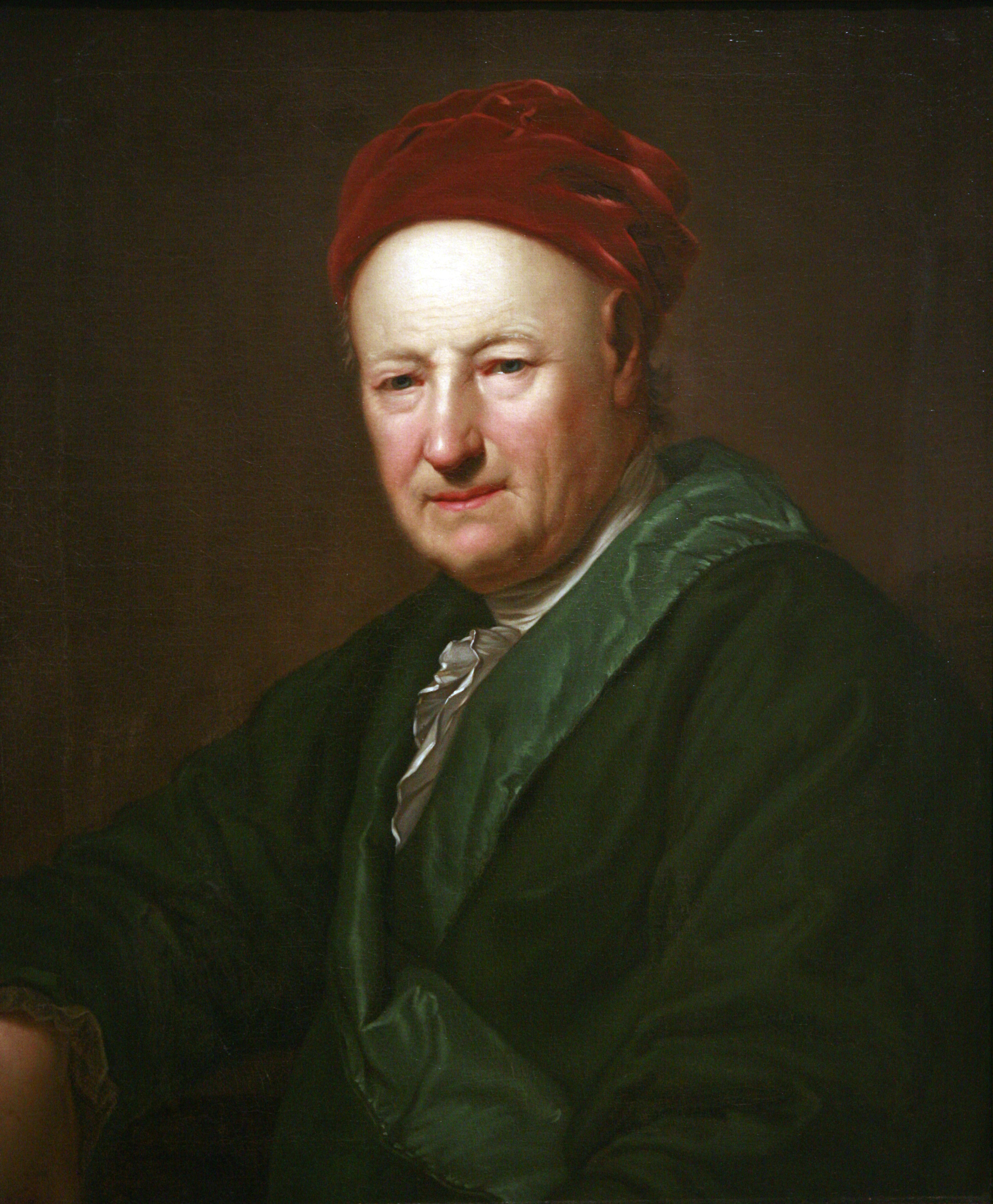
Portrait d'Adam Friedrich Oeser, peinture à l'huile d'Anton Graff (1776, Musée des Beaux-Arts de Strasbourg).

En interaction avec les nouvelles visites de Goethe à Leipzig, Oeser soutient plus tard activement les travaux artistiques dans le nouveau champ d'action du poète à Weimar, où Oeser est introduit à la cour. L'amitié entre Oeser et Goethe dure toute la vie.
En 1766, Oeser est accepté dans la loge maçonnique de Leipzig, Minerva zu den drei Palmen (de), puis en 1776, dans celle de Balduin zur Linde (de), toujours à Leipzig.
Amateur d'art, Adam Friedrich Oeser est un collectionneur de gravures et publie en 1779 Schreiben an Herrn v. Hagedorn..., un rapport sur deux collections de tableaux à Hanovre (Collection Wallmoden) et Hambourg (Collection Schwalbe).
Oeser meurt à Leipzig le 18 mars 1799, à l'âge de 82 ans. Il est inhummé dans l'Ancien cimetière Saint-Jean, dans une crypte familiale de la quatrième section. En 1867, il est exhumé et réinhumé au Nouveau cimetière Saint-Jean (de) . Après la fermeture de ce cimetière, sa dalle funéraire est encastrée dans le mur extérieur est de l'église Saint-Nicolas.

## Œuvre
Dans ses travaux de commande, Adam Friedrich Oeser suit d'abord le style baroque dominant, mais il aspire lui-même à créer une nouvelle image classique, appelée le « classicisme sensible », qu'il fixe avec Johann Joachim Winckelmann, en s'inspirant des théories artistiques de Christian Ludwig von Hagedorn et en partant des œuvres de l'Antiquité classique, dans edler Einfalt, stiller Größe (noble simplicité, grandeur tranquille),.
Cependant, il ne forme pas à proprement parler une doctrine systématique, il a surtout un grand impact en tant que transmetteur pratique et co-marqueur des théories de Winckelmann et ce qui est nouveau et dans l'air du temps, et il incite notamment le jeune Goethe à s'éloigner de l'idéal encyclopédique des Lumières et à développer les premiers germes de son fameux culte du génie :

« Allez chez le premier tailleur d'armoiries et regardez-le travailler pendant une heure, vous trouverez les mots de Pline plus justes et vous en comprendrez mieux le sens. Je parie que vous rirez si sainement de Christen, de Leßing et de Klotzen, que vous vous rétablirez parfaitement. »

— Adam Friedrich Oeser, An den in Frankfurt sich kurierenden Goethe über eine Stelle bei Plinius, die Lessing falsch ausgelegt hatte, am 25. November 1768 (A Goethe, en cure à Francfort, au sujet d'un passage de Plinius que Lessing avait mal interprété, le 25 novembre 1768).

### Peinture

#### Peinture décorative
À Leipzig, Oeser se consacre surtout à la peinture décorative allégorique. Il réalise de nombreuses peintures pour des maisons bourgeoises de Leipzig et du château de Gohlis et exécute de nombreuses commandes publiques. Il a notamment créé :

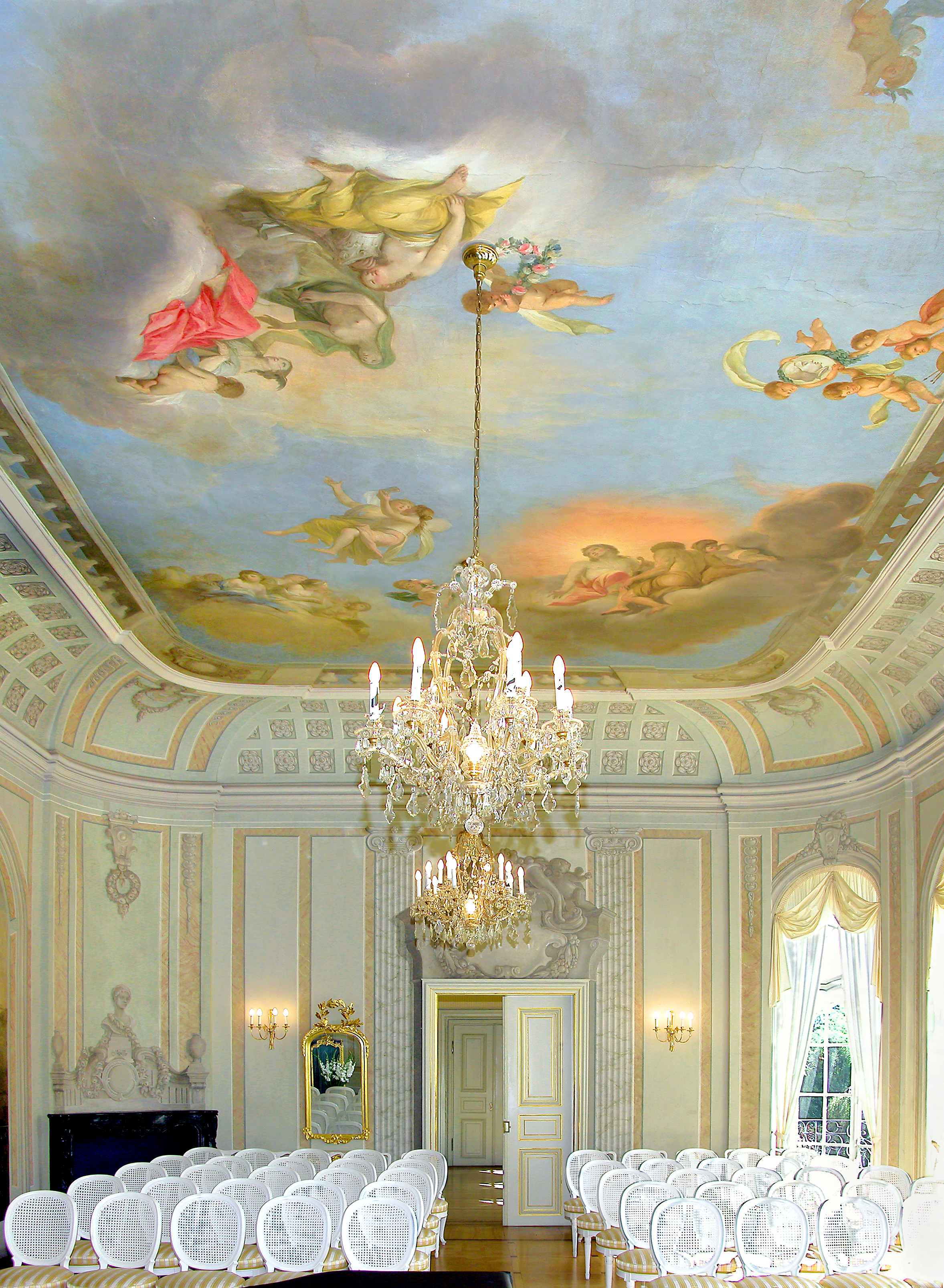
La vie de Psyché, achevée en 1779, peinture au plafond de la salle de bal du.

- la peinture du plafond de la salle de bal du Petit château de Gohlis (de) (1780) à Gohlis.
- l'autel (Noces de Cana, 1777) et les peintures murales et de plafond — appelée la Bible d'Oeser — de l'église Saint-Nicolas de Leipzig avec Johann Carl Friedrich Dauthe (de 1785 à 1796)[15].
- le monument au dernier électeur et premier roi de Saxe, Frédéric-Auguste Ier à Leipzig, également créé en collaboration avec Dauthe.
- le rideau de théâtre qu'il a réalisé pour la Comödienhaus en 1766 est considéré comme un exemple exceptionnel de son art allégorique et était connu au-delà des limites de la ville de Leipzig[b].
- les peintures de plafond du Vieux Théâtre de Leipzig (1781)[c].
- des trompe-l'œils dans la cage d'escalier et la peinture du plafond de la salle impériale du château de Dahlen (de) ont été perdues en 1973 après un incendie et l'effondrement des plafonds du château[16].
- la peinture du plafond de la salle de peinture de Gottfried Winkler[15]

Il a également conçu :
- la décoration du château d'Osmanstedt près de Weimar (1758)
- l'aménagement du parc de Tiefurt, qui compte parmi les plus importants jardins paysagers anglais d'Allemagne (1772)
- la décoration du palais Wittum (de) à Weimar (1775)
- la maison du maire Carl Wilhelm Müller dans la Johannisgasse (1780) avec des peintures allégoriques et pastorales au plafond[17],[15].
- la salle de concert du Gewandhaus (1781)[15].
- la Maison de la Comédie sur la Rannische Bastei (1781).

#### Tableaux

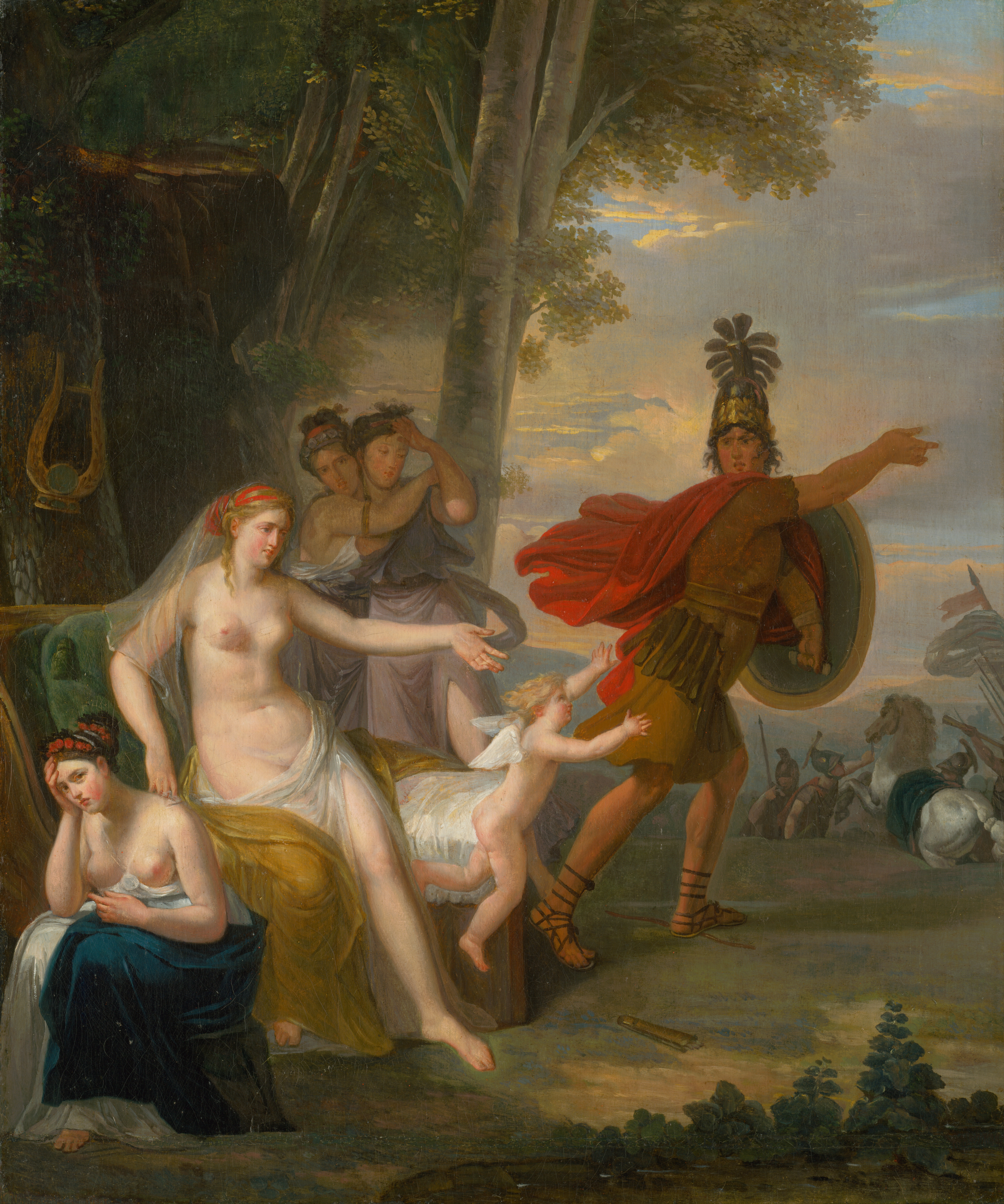
Hector fait ses adieux à Andromaque (1760, Galerie nationale slovaque).

On connaît aussi d'Adam Friedrich Oeser quelques tableaux parmi un « grand nombre de tableaux de chevaler » :
- Hector fait ses adieux à Andromaque (1760, Galerie nationale slovaque).
- le portrait de groupe des quatre enfants de l'artiste (1766, Gemäldegalerie Alte Meister, Dresde[d]), probablement inspiré de la gravure Cabinet d'un peintre de Daniel Chodowiecki[1].
- Et in Arcadia Ego (vers 1770, d'après Nicolas Poussin, Musée national d'art et d'histoire culturelle d'Hanovre).
- Le Roi Salomon en idolâtrie (vers 1775, d'après Francesco Solimena, Musée des Beaux-Arts de Leipzig).
- Le Christ guérissant les malades  (vers 1775, Musée des Beaux-Arts de Leipzig).
- La Chute des géants (vers 1775, Musée de l'histoire de la ville de Leipzig (de)).
- Dieu le Père dans la gloire (non daté., Musée de l'histoire de la ville de Leipzig).
- Portrait de Gellert, grisaille (vers 1775-1780, Musée des arts appliqués Grassi de Leipzig).
- Enlèvement d'Europe (vers 1780, musée Schiller et Goethe de Weimar).
- Scène d'atelier avec tableau d'intervention (vers 1781-1782, d'après La Décollation de Jean Baptiste, une huile sur cuivre d'Adam Elsheimer, Kunstslgg. Weimar).
- Gabriel et Eloah (1794, d'après le Messie de Friedrich Gottlieb Klopstock, Musée des Beaux-Arts de Budapest).
- Invention du jeu de la corde, d'après une idylle de Gessner (1778)[15]
- L'Athénienne furieuse (1769)[15]
- Loth et ses filles (1771)[15]
- Daphnis et Chloé (1773)[15]
- Christ à Emmaüs (1774)[15]

### Dessins et illustrations

#### Conception de sculptures et autres objets
Oeser conçoit plusieurs monuments et tombes (notamment des troncs de colonnes, des urnes funéraires à côté de figures allégoriques, etc.) qui sont exécutés par des sculpteurs, notamment, :
- le monument Gellert (1774, au jardin de Johann Wendler), dont la réplique de 1909 est conservée au Schillerpark de Leipzig.
- le monument à Frédéric-Auguste III à Leipzig.
- le monument à Leopolds von Braunschweig (de) à Weimar.
- le monument Sulzer-Gellert (1781) au Petit château de Gohlis (de).
- le monument Mathilde (1784) dans le Jardin à la Française de Celle.
- le monument en l'honneur du duc Léopold de Braunschweig-Wolfenbüttel (de) noyé (1785) dans le parc Tiefurter près de Weimar.
- commandé par Robert Murray Keith, Oeser réalise en 1776 le projet du monument au maréchal prussien James Keith dans l'église de Hochkirch, pour lequel le théologien et philologue Johann August Ernesti crée une inscription allégorique[18].

Oeser s'occupait également des choses du quotidien. Il a conçu des tables, des chaises, des cadres et des bureaux et a livré des dessins aux tourneurs de serpentins (de) de Zöblitz. Il incluait des artisans dans ses cours afin d'augmenter le niveau de conception des objets du quotidien.

#### Modèles pour gravure

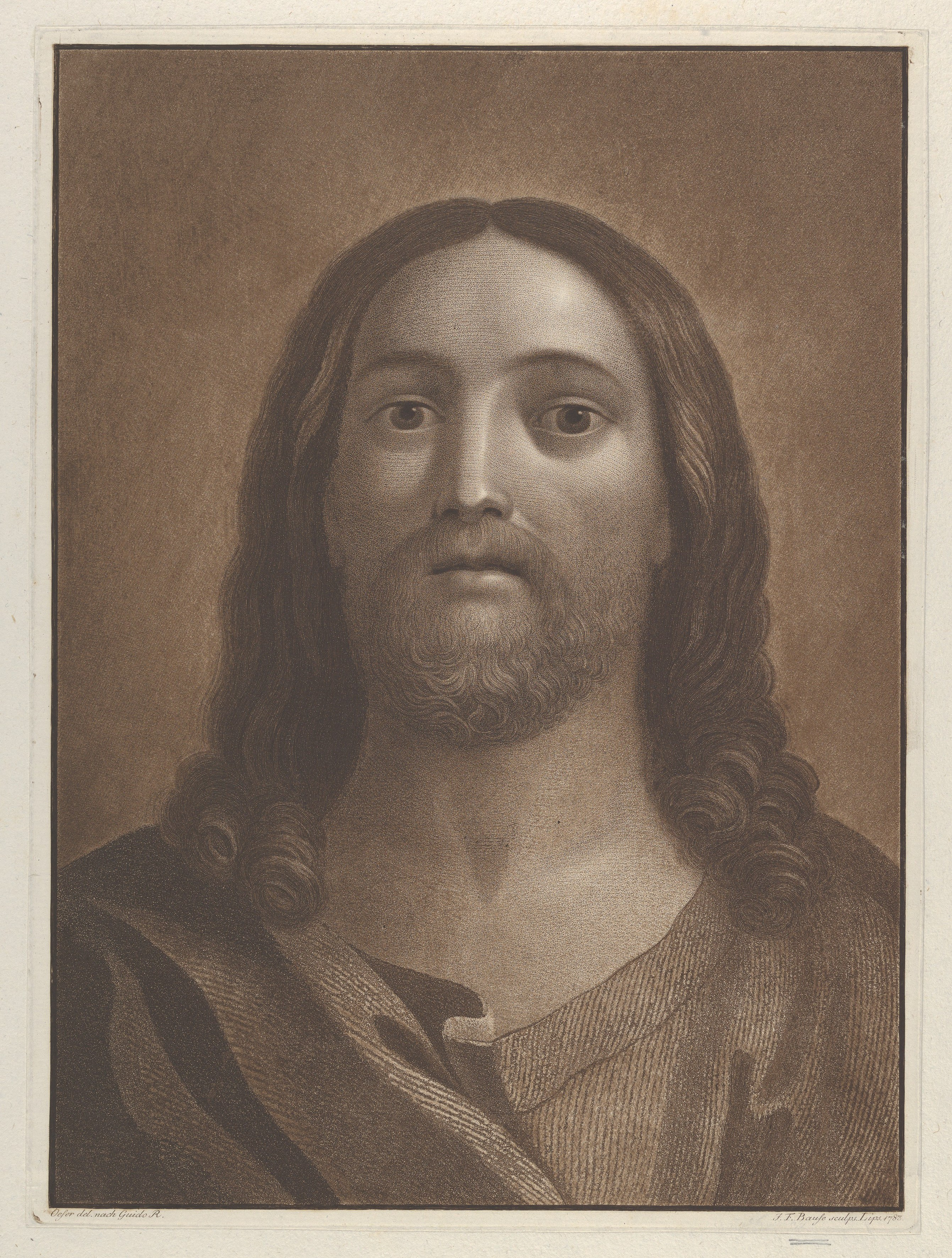
Tête du Christ, eau-forte et aquatinte de Johann Friedrich Bause d'après un dessin d'Adam Friedrich Oeser, d'après un tableau de Guido Reni (1783, Metropolitan Museum of Art).

Selon Timo et Stolzenburg, c'est cependant comme dessinateur pour la gravure contemporaine qu'Adam Friedrich Oeser est actif et apprécié. Il a réalisé plusieurs illustrations pour des publications de Gellert, Winckelmann, Goethe, Wieland, notamment, qui ont été gravées pour la plupart par Christian Gottlieb Geyser, Johann Friedrich Bause et Jacob Wilhelm Mechau (de).
De nombreux dessins sont conservés au Musée des Beaux-Arts de Leipzig et au Musée de l'histoire de la ville de Leipzig (de). Des dessins et notamment deux ébauches d'un monument à Winckelmann sont conservés au Kunstslgg. Schloß de Weimar.

### Gravure
Adam Friedrich a enfin aussi gravé à l'eau-forte. On connaît de lui des reproductions de composition de Rembrandt ou Gerbrand van den Eeckhout. Le Rijksmuseum Amsterdam conserve de lui plusieurs estampes (ainsi que d'autres réalisées d'après ses dessins).
Il n'existe cependant aucun catalogue raisonné de l'œuvre d'Adam Friedrich Oeser.

## Postérité
À Leipzig, depuis 1895, une rue de Schleußig ainsi que la 70e rue de la ville portent le nom de l'association. L'école primaire du quartier Eutritzsch de Leipzig porte le nom d'Oesers. Une plaque commémorative lui rend également hommage dans ce qui est aujourd'hui l'Université des arts graphiques et du livre. À Dresde, une plaque à sa mémoire et à celle de Winckelmann est apposée au 10 de la Königstrasse, sur son ancienne maison.

## Galerie

Peintures
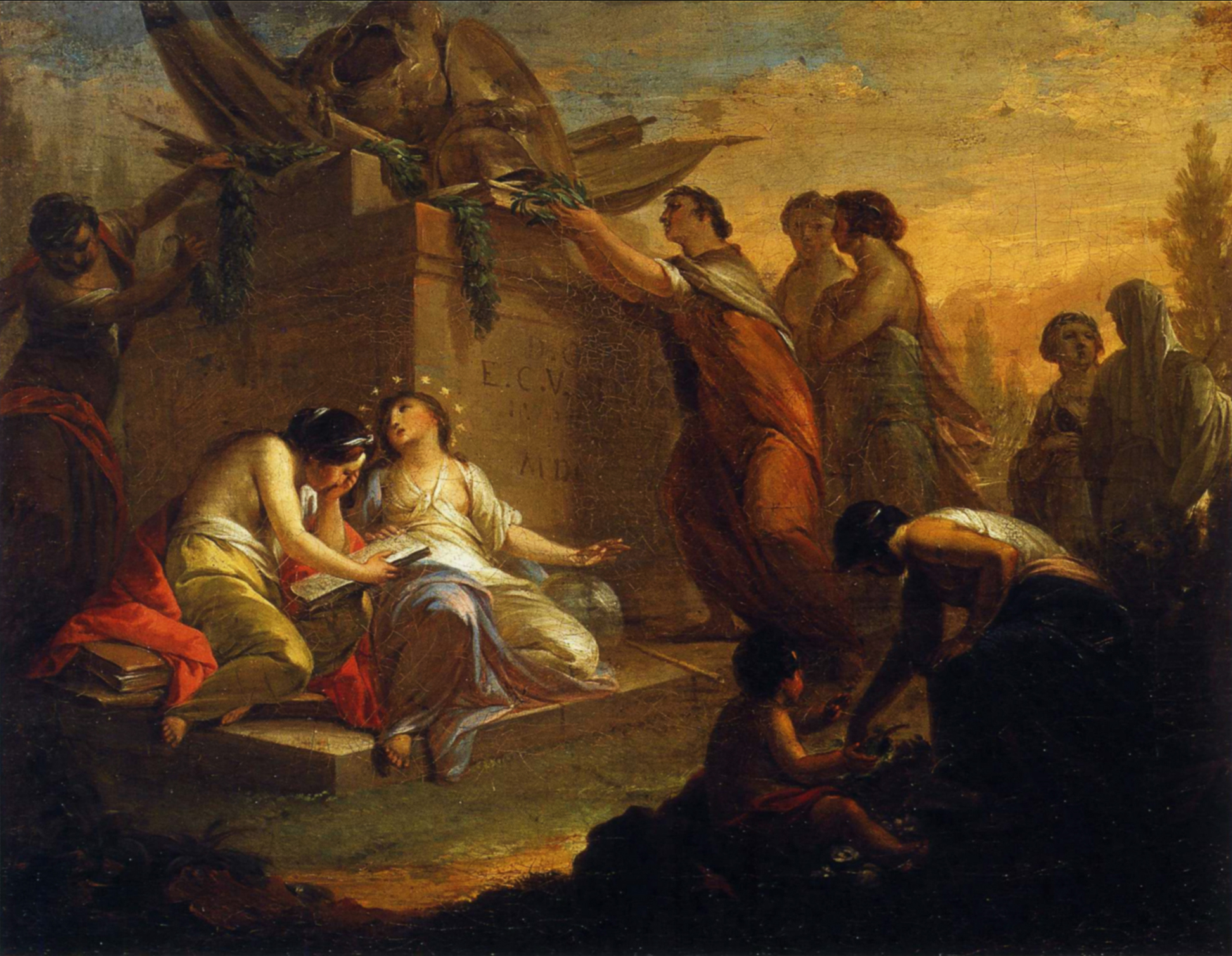
Monument à Ewald Christian von Kleist, peinture (1761).
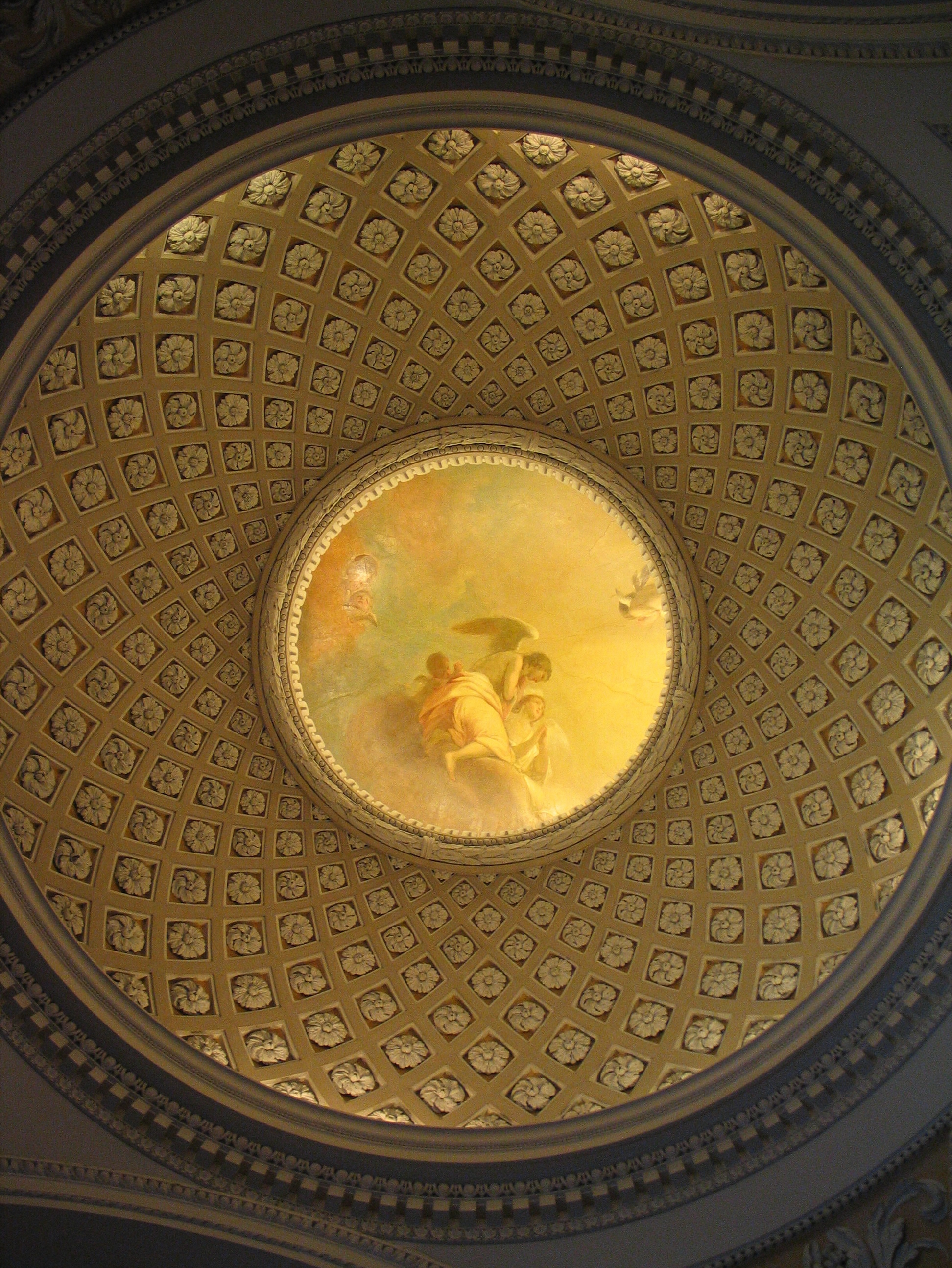
Peinture du plafond de l'église Saint-Nicolas de Leipzig (entre 1784 et 1797).
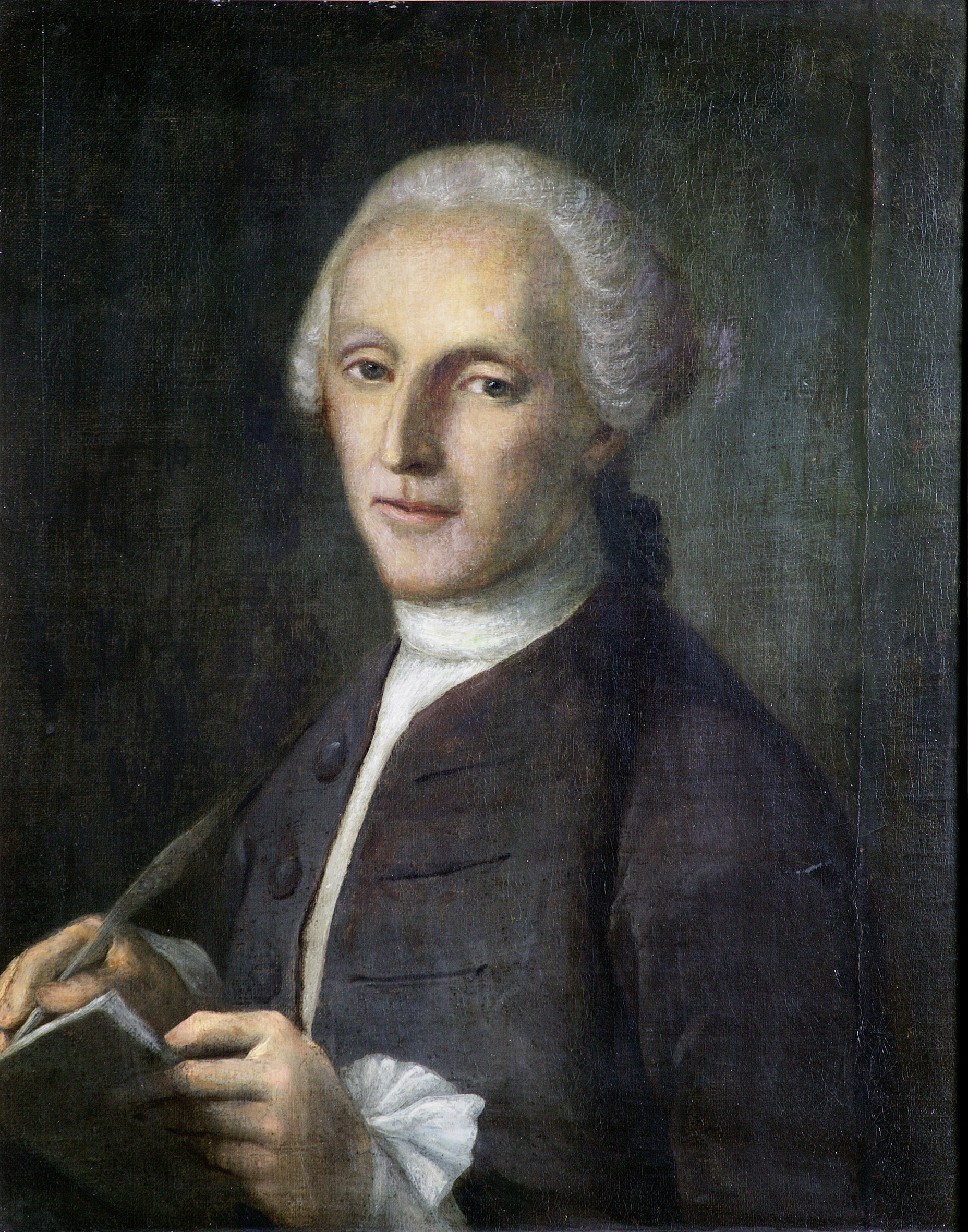
Portrait de Christian Gellert (1760).

Sculptures
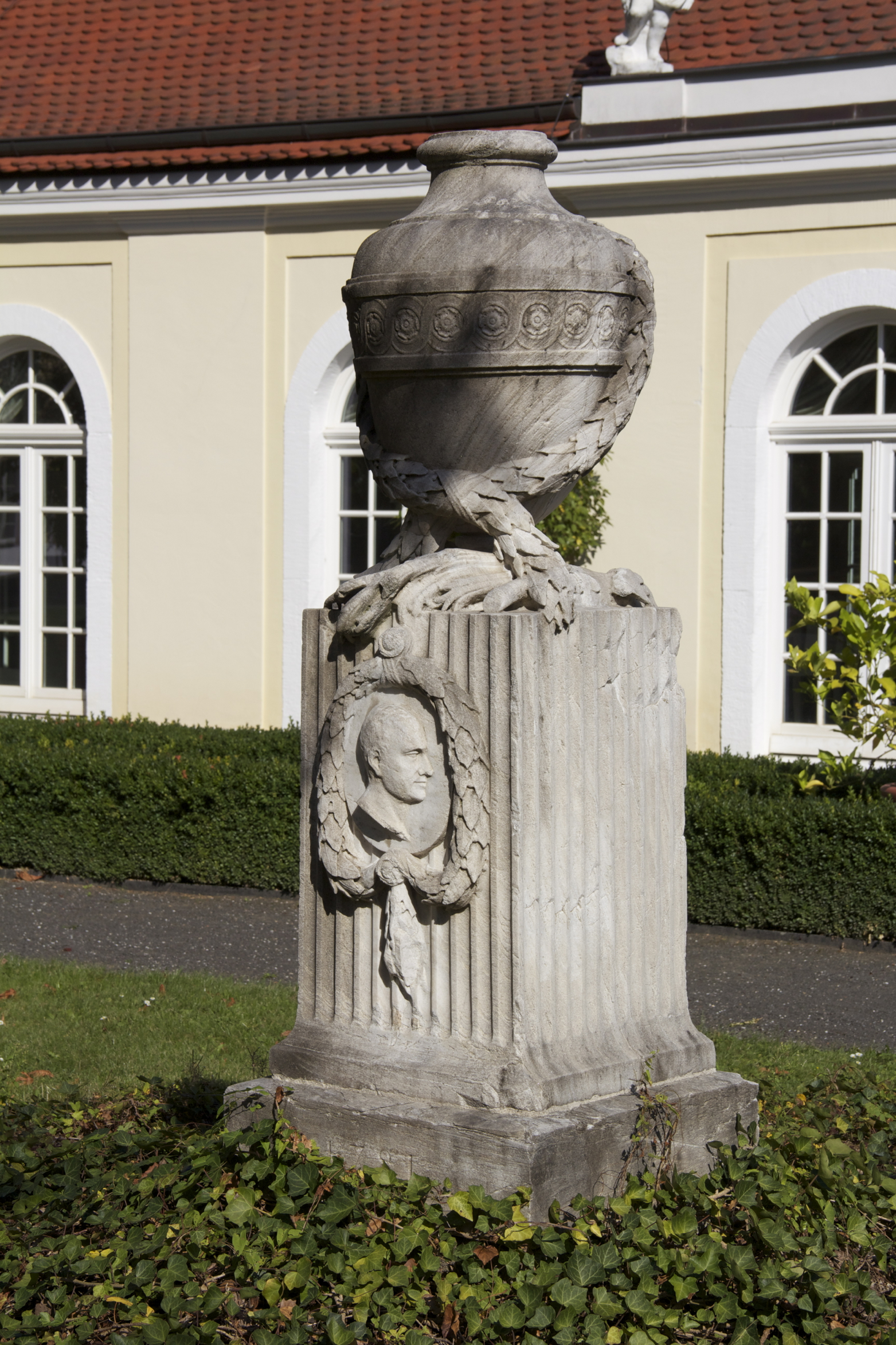
Monument Sulzer-Gellert, Château de Gohliser, Leipzig (1781).
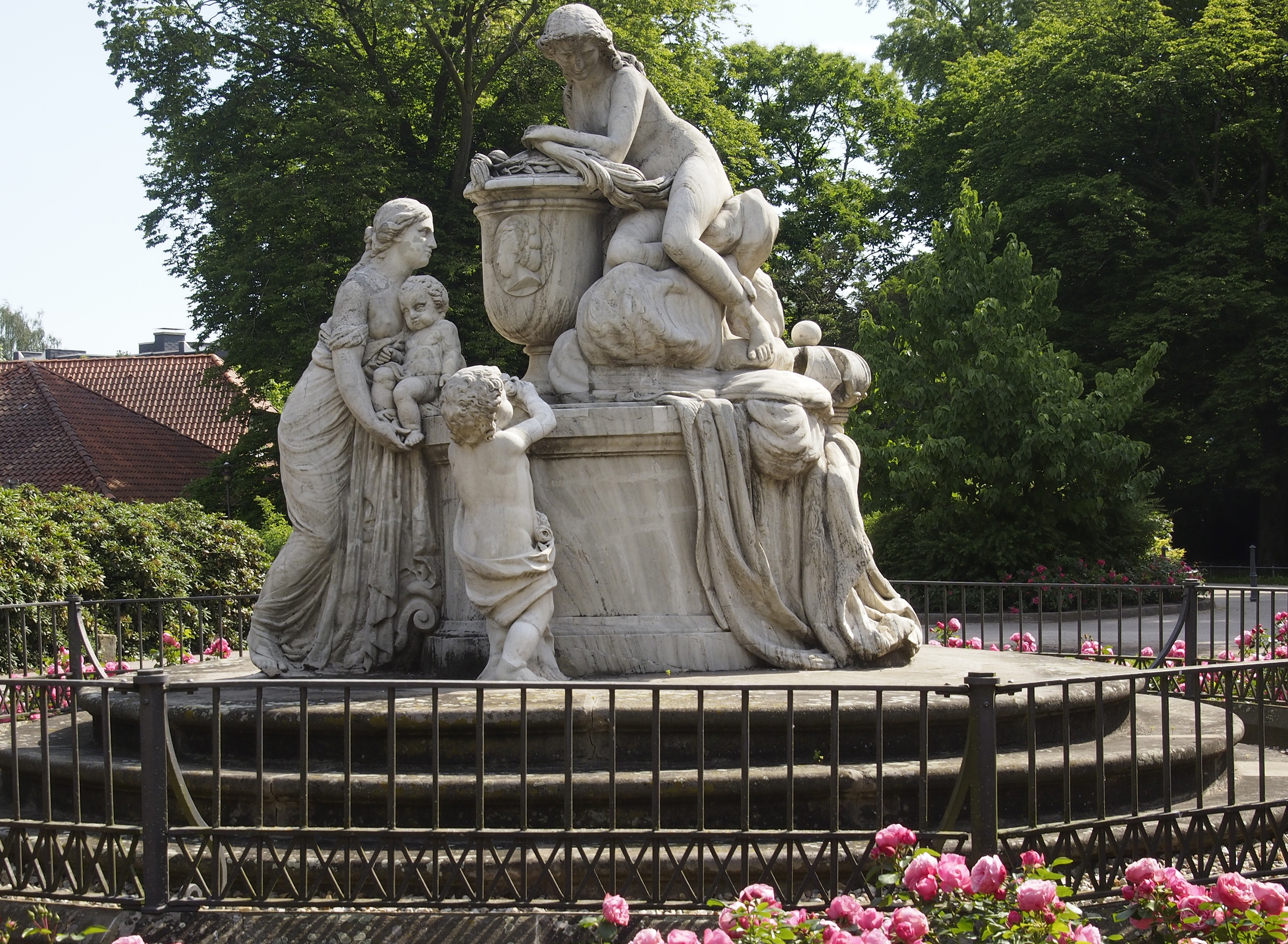
Monument Mathilde à Celle (1784).
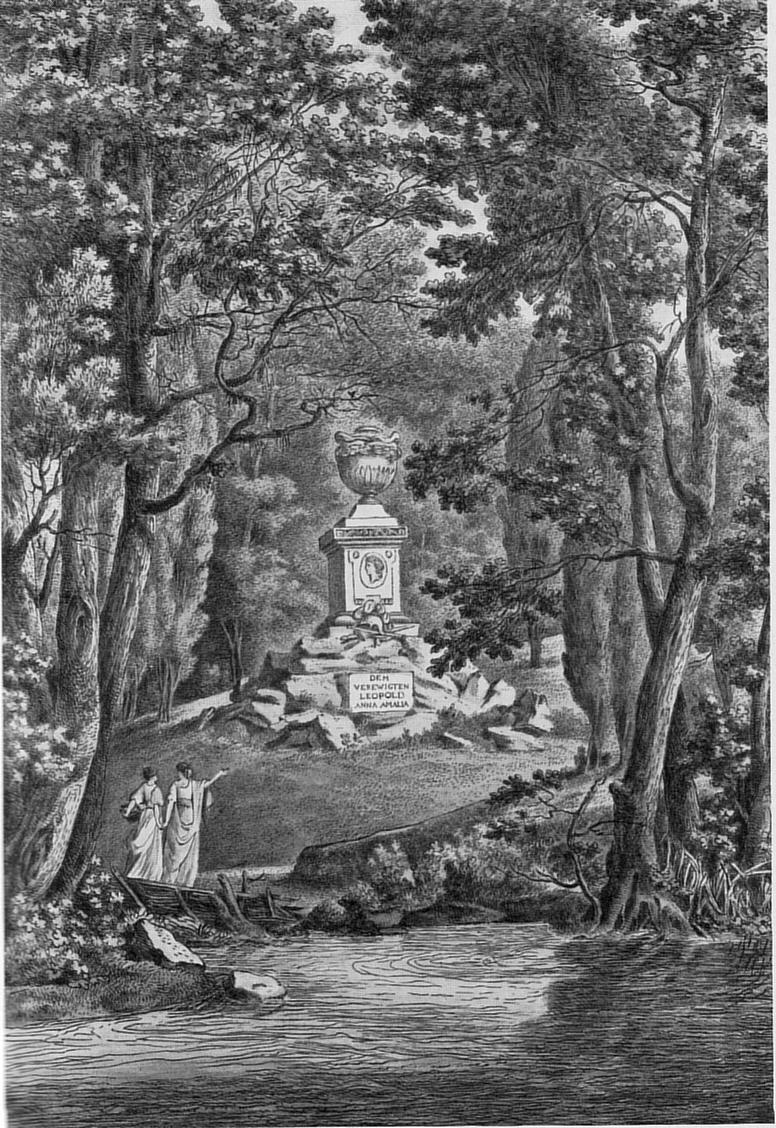
Monument à Léopold de Brunswick, Tiefurt, gravure représentant la sculpture d'Oeser (1786-1788).

Œuvres sur papier
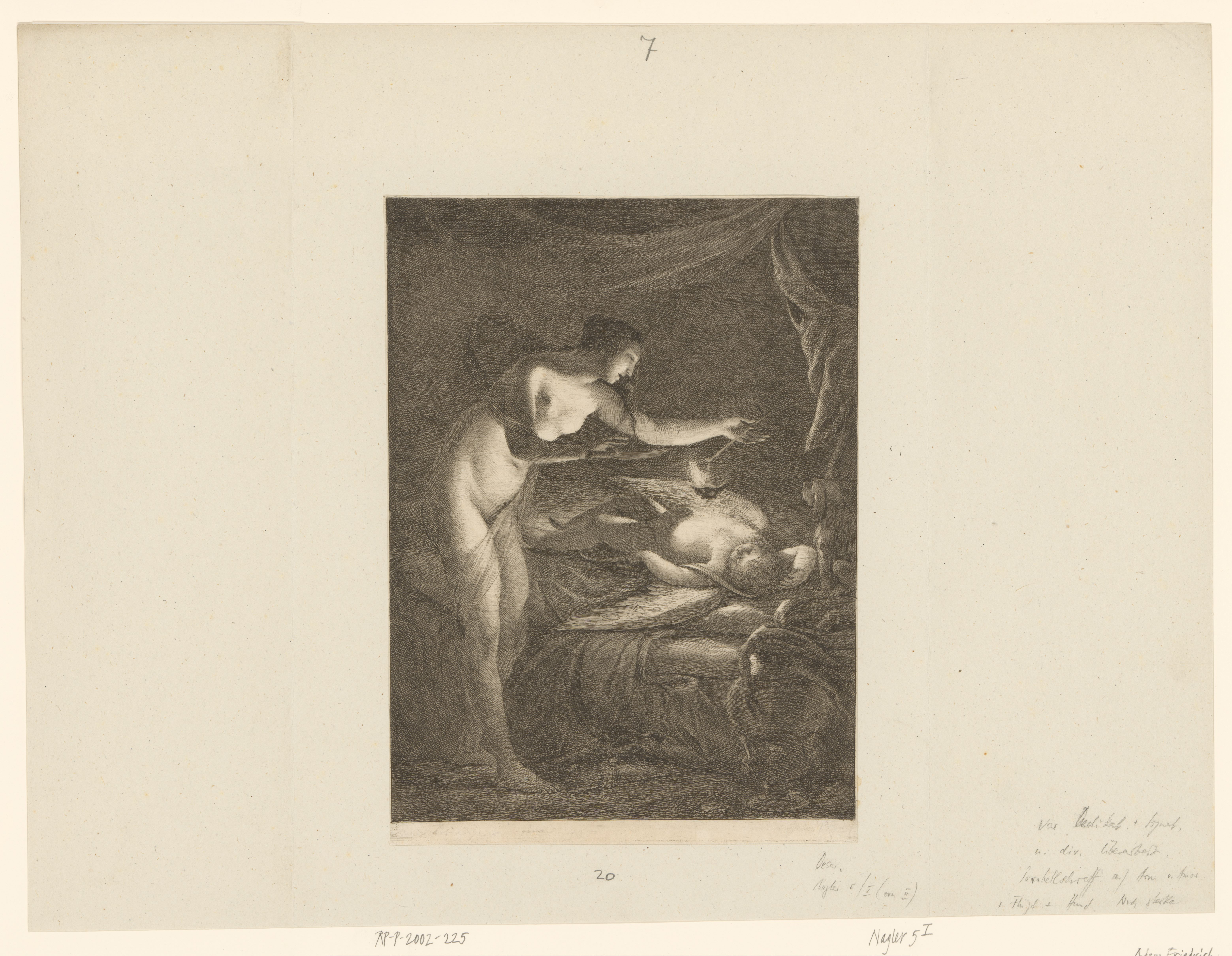
Cupidon et Psyché, eau-forte non datée.
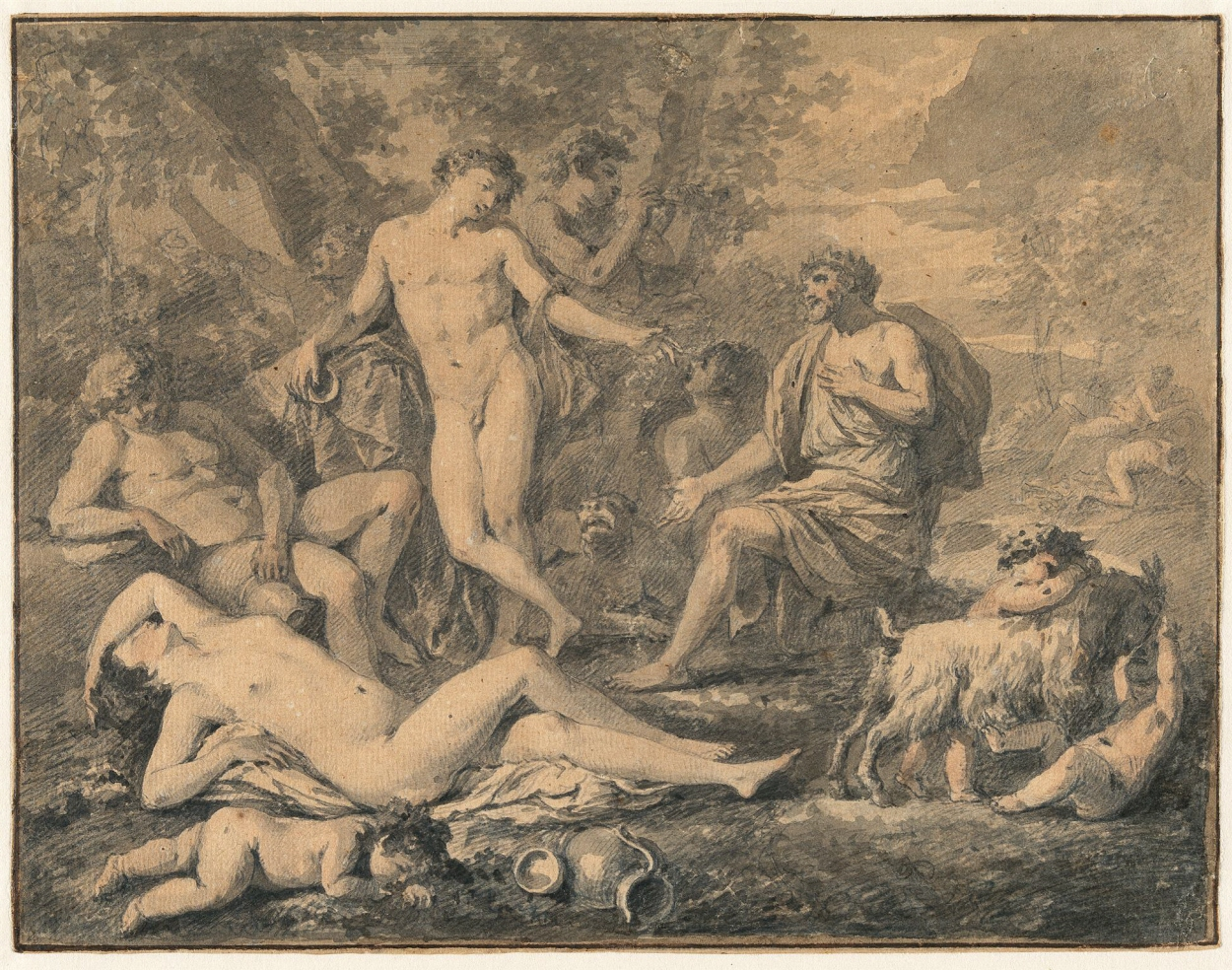
Bacchus et Midas, dessin non daté d'après Nicolas Poussin.
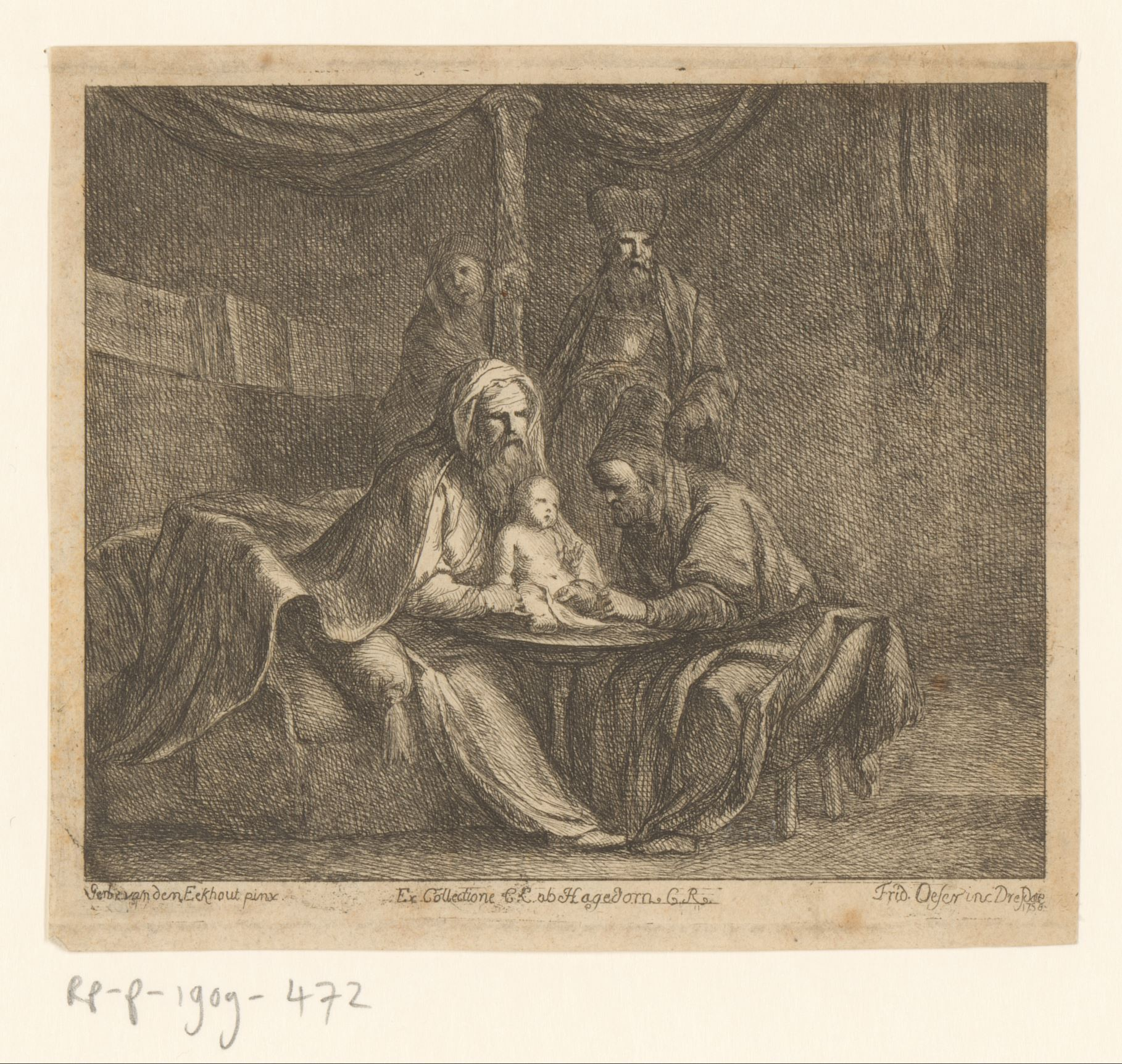
La circoncision du Christ, eau-forte (1756) d'après Gerbrand van den Eeckhout.